# SMS Nassau
Az SMS Nassau egy első világháborús német csatahajó volt. Gyakran a brit Dreadnoughtra és az amerikai South Carolina-osztályra adott válaszként értékelik, de valójában a tervezését már 1904-ben megkezdték. A Kaiserliche Marine a brit, az amerikai és a japán haditengerészethez hasonlóan már korábban felismerte, hogy a különböző méretű ágyúk tüzének összehangolása okozta nehézségeket az egységesített tüzérségű csatahajók megalkotásával lehet kiküszöbölni. Emellett az 1905 májusában megvívott csuzimai csata tapasztalatai egyértelművé tették, hogy a jövendőbeli tengeri ütközeteket jóval nagyobb távolságból fogják megvívni, mint amennyivel addig számoltak. Az addigi feltételezések 2-3000 méteres távolságokból indultak ki, azonban a Csuzima-szorosban az ütközetet 7-8000 méteres távolságból vívták meg.
A hajó gerincét 1907. július 22-én fektették le a Kaiserliche Werftnél Wilhelmshavenben és egy éven belül, 1908. március 7-én már vízre is bocsátották – 25 hónappal a Dreadnought vízrebocsátását követően. A róla elnevezett hajóosztály első egysége volt. Testvérhajói a Posen, a Rheinland és a Westfalen voltak.
A Nassau a német Nyílt-tengeri Flotta (Hochseeflotte) tagjaként a világháború elején az Északi-tengeren teljesített szolgálatot az I. csatahajóraj II. divíziójában. 1915 augusztusában részt vett a Rigai-öbölben vívott tengeri ütközetben, ahol az orosz Szlava pre-dreadnought csatahajóval vívott harcot. Az Északi-tengerre való visszatérése után testvérhajóival részt vett a skagerraki csatában. A csata során a Nassau összeütközött a Spitfire rombolóval. A csatában 11 halottat és 16 sebesültet veszített.
Az első világháború után a Hochseeflotte nagy részét Scapa Flow-ban internálták, de a Nassau-osztály egységei – mint a modern német csatahajók közül a legrégebbiek – Németországban maradhattak. A fogva tartott flotta németek általi elsüllyesztése után az antant-hatalmak a Nassau-osztályt is elkobozták. A Nassau 1920-ban a japánokhoz került, akik a hajót nem tudván hasznosítani eladták egy brit hajóbontó cégnek, amely a hollandiai Dordrechtben lebontatta a csatahajót.

## Technikai adatok
A Nassau hosszúsága 146,1 m, szélessége 26,9 m és merülése 8,9 m volt.  Átlagos terhelés mellett a vízkiszorítása 18 873, teljes terhelés mellett 20 535 tonna volt. A hajó személyzetét 40 tiszt és 968 főnyi legénység adta.

### Meghajtás
A hajó három tengelyes, háromszoros expanziós széntüzelésű gőzgépet kapott az ekkor már létező és jóval fejlettebb gőzturbinák helyett. A gépek teljesítménye 21 699 LE volt, ami 20 csomós végsebességet tett lehetővé. A hatótávolsága 12 csomós utazási sebesség mellett 8300 tengeri mérföld (15 400 km) volt. Ezt a fajta meghajtást Tirpitz tengernagy és a haditengerészet fejlesztő részlege is támogatta. Utóbbi 1905-ben azt állította, hogy "a turbinák alkalmazása nehéz hadihajók esetén nem tanácsos". A döntés mögött valójában pénzügyi okok álltak. A Parsons vállalat monopolhelyzetben volt ugyanis a gőzturbinák terén és minden egyes ilyen hajtómű után 1 millió aranymárka jogdíjat követelt, a németek azonban 1910-ig nem álltak készen turbinák nagy mennyiségben való gyártására.

### Fegyverzet
A Nassau fő fegyverzete 12 darab 28 cm űrméretű, 45 kaliberhosszúságú gyorstüzelő ágyúból állt, melyeket hexagonális alakzatban elhelyezett lövegtornyokba telepítettek (6 × 2). Felvetődött, hogy a lövegtornyokat a Dreadnought mintájára helyezzék el, de ezt végül elvetették.  Másodlagos tüzérségét 12 darab 15 cm űrméretű, 45 kaliberhosszúságú gyorstüzelő ágyú képezte, valamint rendelkezett 16 darab 8,8 cm-es (L/45) gyorstüzelő ágyúval is, melyeket mind kazamatákban helyeztek el. A fegyverzetéhez tartozott hat vízalatti torpedóvetőcső is, melyek közül egy-egy volt a hajó orrába és a tatjába építve, kettő-kettő pedig a hajó oldalában volt elhelyezve a torpedóvédelmi rekeszek végeinél.

a Nassau-osztályú csatahajók tüzérségének elrendezése

A hatszögalakban elhelyezett fő lövegtornyoknak a hátránya volt, hogy egyik oldalra a 12 löveg közül egyszerre csak maximum 8 tudott tüzelni. Előnye az előre és hátra néző 6-6 ágyú, valamint az egyik oldal lövegtornyainak sérülése után is megmaradó tartalék két lövegtorony (Feuerleereserve) volt, melyeket a hajó által végrehajtott forduló után lehetett volna bevetni. Ennek a kialakításnak egyik oka az volt, hogy az osztály hajóit még dugattyús gőzgépekkel látták el és a gépek magassága nem tette lehetővé, hogy a hajó középvonala mentén kettőnél több lövegtornyot helyezzenek el. A lövegtornyok South Carolinánál alkalmazott lépcsőzetes elhelyezését elvetették, mert úgy gondolták, hogy a felső lövegtorony lövegeinek elsütésekor a légnyomás károkat okozhat az alsó lövegtoronyban. Ezt a megoldást a német haditengerészetnél majd csak a Kaiser-osztály egységeinél fogják alkalmazni.

a Nassau-osztály páncélzatának metszete a hajótest közepén

A szokatlan elrendezés másik oka az volt, hogy Tirpitz tengernagy nagy hangsúlyt fektetett a tűzerő körkörös kialakítására, mivel a csatahajók közötti közelharcot továbbra is lehetségesnek tartotta. A hajó szélességének mérséklése érdekében oldalt először egy ágyús lövegtornyokkal tervezték felszerelni, de végül ezek is kétágyúsak lettek, mert különben a tűzerő, a tornyok súlya és a páncélzat közötti arány túlságosan kedvezőtlenül alakult volna. A lövegek süllyeszthetőségére nagy hangsúlyt fektettek, hogy a közelben elhaladó hajók oldalát a vízvonalon is tudják lőni.

### Páncélvédelem
A nagyobb oldalsó lövegtornyok révén megnövelt szélesség miatt nagy lett a távolság a hajótest és a vízzáró rekesz (Torpedoschott) között, ami magasabb védelmet biztosított a torpedókkal és az aknákkal szemben. A nagy szélesség miatt először úgy vélték, hogy nem szükséges a hajót oldalgerincekkel felszerelni, azonban a próbák tapasztalatai miatt ezekkel utólagosan ellátták. A hajó oldal irányú kilengése így jelentősen mérséklődött, ami pozitív hatással volt a lövegeinek pontosságára. A hajó övpáncélzata 270 mm volt a hajó közepén lévő legvastagabb részén, a fedélzet páncélzata 80 mm vastag volt. A lövegtornyok oldalának páncélvastagsága 280 mm, a parancsnoki toronyé 400 mm vastagságú volt. A Nassau-osztály, mint ahogy a többi későbbi német csatahajó- illetve csatacirkáló-osztály is jóval hatékonyabb védelemmel rendelkezett mind a becsapódó gránátokkal, mind pedig a torpedókkal szemben, mint a rivális brit haditengerészet egységei.

## Szolgálat
A Nassaut Ersatz Bayern néven rendelték meg, a Sachsen-osztályú páncélos korvett pótlására. A gerincét 1907. július 22-én fektették le a Kaiserliche Werftnél Wilhelmshavenben 30-as konstrukciós számmal. Az építési munkálatok teljes titoktartás mellett folytak, az építés helyszínét katonákkal őriztették, mint ahogy a beszállítókat is (pl. Krupp). A hajótestet 1908. március 7-én bocsátották vízre és Hilda nassaui hercegnő végezte el a hajó keresztelését. A szertartáson jelen volt II. Vilmos német császár és Mecklenburgi Henrik holland herceg is, aki feleségének Oránia-Nassaui házát képviselte.
A hajó felszerelése jelentősen késett, mert egy gyári munkás véletlenül eltávolította egy nagy csővezeték fedőlemezét és emiatt jelentős mennyiségű víz árasztotta el a hajót. A hajó vízzáró válaszfalai ekkor még nem voltak beszerelve, így a víznek szabad útja volt az egész hajótestben és emiatt bal oldalára megdőlve a dokk aljára süllyedt. A hajótestből ki kellett szivattyúzni a vizet és ki kellett tisztítani, ami komoly munkát igényelt. A hajó végül 1909 szeptemberének végére készült el teljesen és október 1-én vették fel a Hochseeflotte kötelékébe és azonnal megkezdődtek a próbajáratok. A Nassau riválisának tekintett Dreadnoughtot 1906. február 2-án bocsátották vízre, 25 hónappal korábban. A Nassau építési költsége 37.399.000 aranymárka volt.

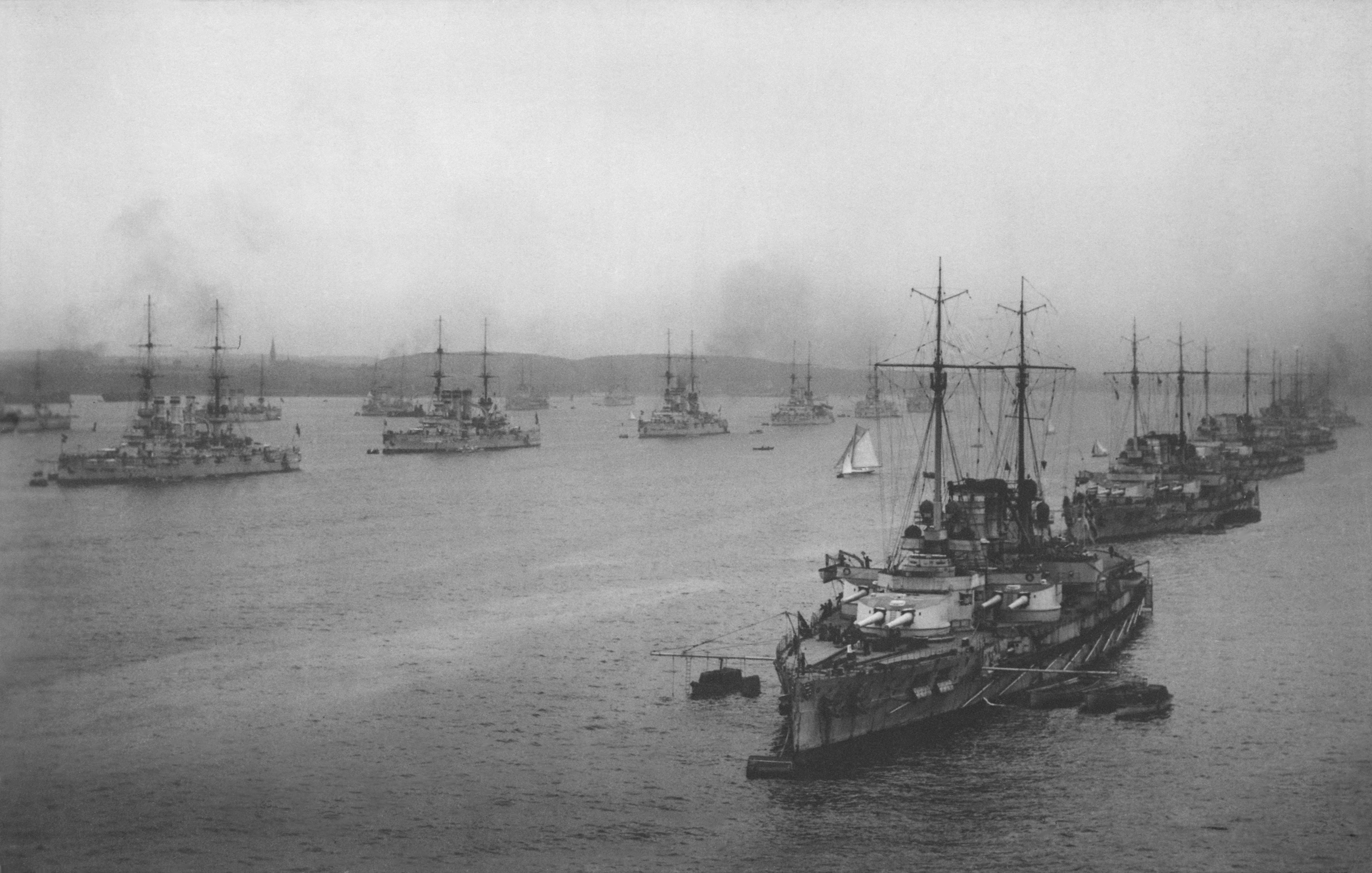
a Nassau és az I. csatahajóraj (Geschwader I) többi egysége

1909 októberében a Nassau és testvérhajója, a Westfalen részt vett a wilhelmshaveni hajógyár bővítési ünnepségén. Az osztály egységei 1910 februárjában még mindig próbajárataikon voltak, de a Hochseeflotte éves hadgyakorlatán már részt vettek. A Nassau május 3-án fejezte be a próbajáratait és csatlakozott a Hochseeflotte újonnan felállított I. csatahajórajához (Geschwader I), melynek II. divízióját (Division II) alkotta testvérhajóival együtt. A következő négy év során a hajó részt vett a rendszeres raj- és flottagyakorlatokon és kiképzőutakon. Az egyetlen kivétel az 1912-es nyári gyakorlat volt, melyet a második marokkói válság miatt csak a Balti-tengeren tartottak meg. 1914. július 14-én kezdődött a Hochseeflotte éves norvégiai útja, azonban a háború kitörése miatti aggodalma az út megszakítására kényszerítette a császárt és a hónap végére a flotta ismét hazai vizeken volt. Július 28-án kitört a háború Ausztria-Magyarország és Szerbia között és egy héten belül a nagy európai hatalmak mind beléptek a konfliktusba.

## Első világháború

### Scarborough-i rajtaütés
A Nassau részt vett az Északi-tengeren végrehajtott előretörések többségében. Ott volt Ingenohl flottájában, mely biztosította Hipper ellentengernagy csatacirkálóit a Scarborough, Hartlepool és Whitby elleni rajtaütés során 1914. december 15-16-án. A Hochseeflotte biztosító erői között 12 új és nyolc régi csatahajót (pre-dreadnoughtot) volt. December 15-én este 18 km-re voltak csak hat csatahajót számláló brit csatahajórajtól, azonban a kísérő rombolók közti összecsapása miatt Friedrich von Ingenohl tengernagy úgy vélte, hogy a teljes brit flottával áll szemben. A császár utasításaira hivatkozva, miszerint a flottát nem szabad kockáztatni egy ilyen összecsapásban, Ingenohl megszakította a küldetést és hazaindult hajóival.

### Előretörés a Rigai-öbölben
1915 augusztusában a németek kísérletet tettek a Rigai-öböl megtisztítására, hogy ezzel megkönnyítsék Riga elfoglalását a szárazföldi csapatok számára. A német tervek szerint az itt állomásozó orosz tengerészeti egységeket – köztük a Szlava pre-dreadnoughtot és számos ágyúnaszádot valamint rombolót – el kellett volna űzni a térségből vagy meg kellett volna semmisíteni. A németek az öböl északi bejáratánál aknazárat is telepítettek volna, hogy így előzzék meg erősítések beérkezését. A támadás végrehajtására a Nassau- és Helgoland-osztály hajóit valamint a Von der Tann, a Moltke és a Seydlitz csatacirkálókat jelölték ki. A hadműveletet Hipper ellentengernagy vezette. A nyolc csatahajó biztosításul szolgált az orosz flottillával harcoló egységek számára. Az első próbálkozás augusztus 8-án nem járt sikerrel, mivel túl sokáig tartott felszedni az orosz aknákat, így a Deutschland aknatelepítő hajónak nem volt elég ideje a saját aknáinak a telepítéséhez.
Az augusztus 16-ai második próbálkozás során a Nassau, a Posen, négy könnyűcirkáló és 31 romboló behatolt az orosz védelembe. Az első napon a német T 46 jelű aknaszedő és a V 99 jelű romboló elsüllyedt. Másnap a Nassau és a Posen tűzharcot vívott a Szlavával. Az orosz hajó ennek során három találatot kapott, ami visszavonulásra késztette. Augusztus 19-re az orosz aknákat felszedték és a flottilla behatolt a Rigai-öbölbe. Az antant tengeralattjáróinak felbukkanásáról szóló hírek azonban a hadműveletek másnapi megszakításához vezettek. A Nassau és a Posen csatahajók augusztus 21-ig az öbölben maradtak és ez idő alatt részt vettek a Sivuch és Korietz orosz ágyúnaszádok megsemmisítésében.

### A skagerraki csata
A Nassau részt vett az 1916. május 31.-június 1-én megvívott skagerraki csatában az I. csatahajóraj II. divíziójának részeként. A csata nagy részében ez a raj a német csatavonal közepén foglalt helyet Paul Behncke ellentengernagy III. csatahajóraja mögött és Franz Mauve ellentengernagy II. csatahajórajának pre-dreadnoughtjai előtt haladva. A Nassau a divízió négy egységéből a harmadik volt a sorban. Elől a zászlóshajó, a Posen, mögötte a Rheinland, utána a Nassau, végül a Westfalen haladt. Scheer hátraarca után azonban a hajók sorrendje is megfordult, így az éjszakai harcok során a Nassau már második volt a sorban a Westfalen mögött.

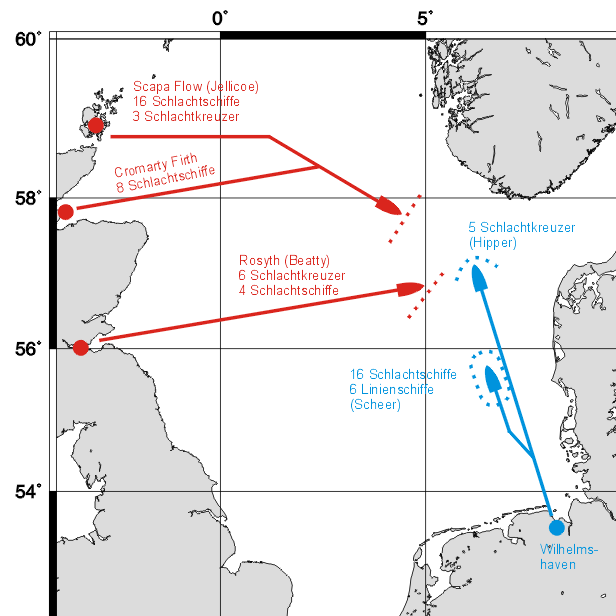
a flották felvonulásának útvonala a skagerraki csatában

17:48 és 17:52 között 11 német csatahajó, köztük a Nassau is tüzet nyitott a brit 2. könnyűcirkálóraj hajóira. A Nassau a megfigyelések alapján egy találatot ért el a Southampton cirkálón 17:50 körül 18.400 méteres távolságból. A nagy ívben becsapódó lövedék a Southampton bal oldalát érte, de nem okozott súlyosabb sérülést neki. A Nassau ezt követően a Dublin cirkálót vette célba, de 18:10-kor felhagyott a lövetésével. 19:33-kor a Nassau lőtávolságán belülre került a kormányzási gondokkal küszködő Warspite csatahajó és fő tüzérségével tűz alá vette, de a Scheer által elrendelt 180 fokos forduló miatt csak rövid ideig tarthatta tűz alatt.
Röviddel 22:00 után az I. csatahajóraj ellen támadást intéztek a britek könnyű erői, köztük a Caroline, a Comus és a Royalist könnyűcirkálók. A Nassau a Westfalen 68°-os jobboldali fordulóját lekövette, hogy az esetlegesen irányukba kilőtt torpedókat kikerülhesse és a két német hajó 7300 méter távolságból tüzet nyitott a Coroline-ra és a Royalistre. Miután torpedókat lőttek ki a brit hajók gyorsan kitértek. A Caroline két torpedóval vette célba a Nassaut, melyek közül az első a hajó orra közelében haladt el, míg a második a hajó alatt úszott el, anélkül, hogy felrobbant volna.

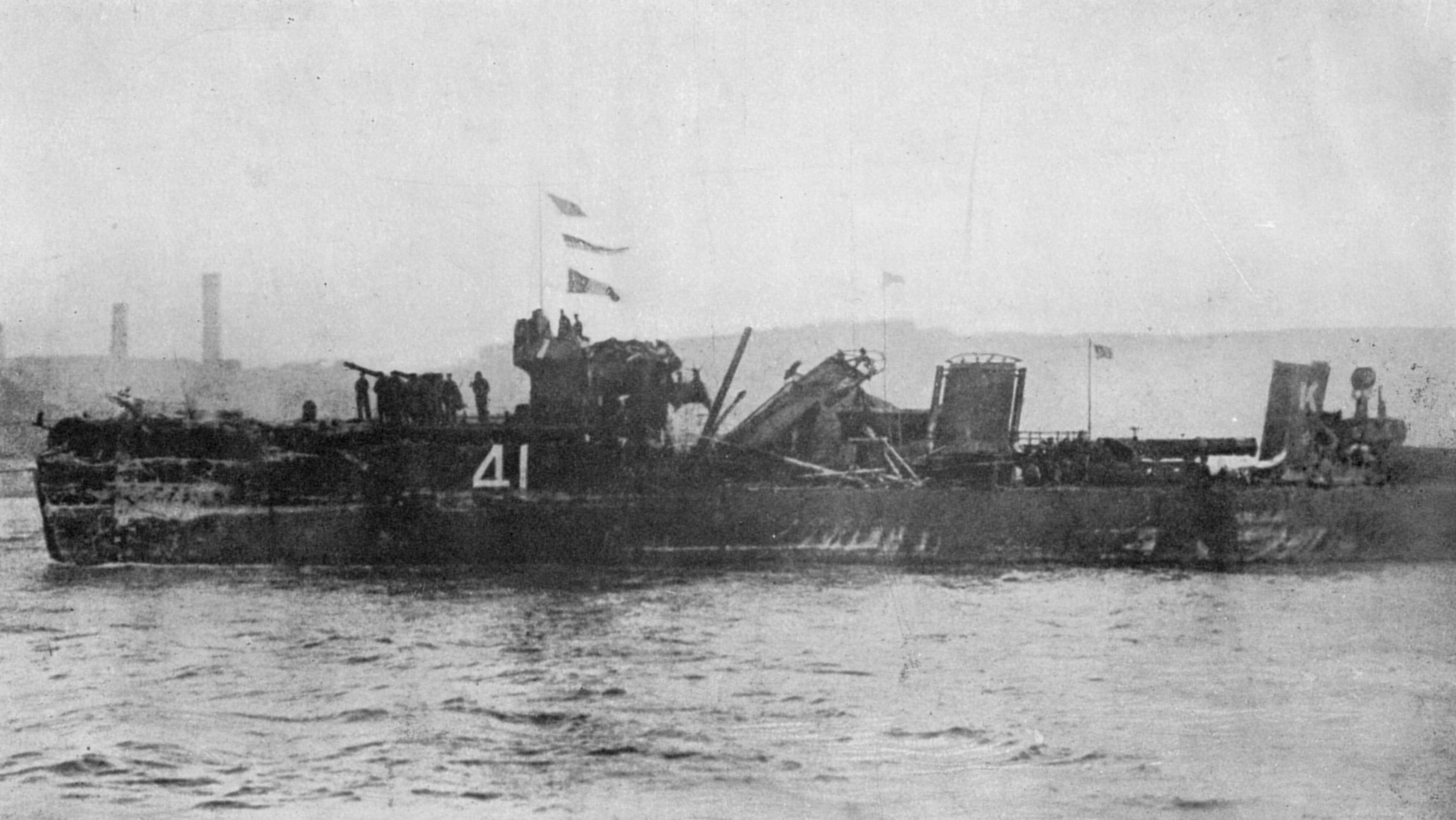
a sérült felépítményű Spitfire hazatértekor

Június 1-én éjfél körül a Hochseeflotte megpróbált áttörni a Grand Fleet utóvédjét képező cirkálókon és rombolókon. A Nassau ennek során megpróbálta legázolni a közelében elhaladó Spitfire rombolót. A Spitfire megpróbált kitérni előle, de nem tudta elég gyorsan végrehajtani a manővert és így a két hajó összeütközött. A Nassau az elülső 28 cm-es ágyúival tüzet nyitott a rombolóra, de az ágyúkat nem lehetett elég alacsony szögbe állítani ahhoz, hogy el is találják azt. Az ágyúk torkolattüzének következtében fellépő légnyomás súlyosan megrongálta a romboló felépítményét a parancsnoki híddal. A Spitfire ez után el tudott szakadni a Nassautól és a német csatahajó páncélzatáról leszakadt 6 méter hosszú páncéllemezzel a fedélzetén vissza tudott érni a támaszpontra. Az ütközés használhatatlanná tette a Nassau egyik 15 cm-es lövegét és egy 3,5 méter széles lyuk keletkezett a hajó oldalán a vízvonal felett, melynek betöméséig a sebességét 15 csomóra kellett korlátozni. A zavaros éjszakai harcok alatt a Nassaut a brit rombolók két 102 mm-es lövedéke találta el, melyek megrongálták a keresőfényeit és kisebb károkat okoztak.
Röviddel 01:00 után a Nassau és a Thüringen a tévedésből a német hajókhoz csatlakozni akaró Black Prince páncélos cirkálóra lettek figyelmesek. A Thüringen nyitott először tüzet és fő tüzérségének 27, másodlagos tüzérségének 24 lövedéke érte a brit hajót. A Nassau és az Ostfriesland is tűz alá vette a páncélos cirkálót, majd a Friedrich der Große is csatlakozott hozzájuk. A heves tűz a Black Prince-t gyorsan lángba borítva megbénította, majd egy hatalmas robbanás a brit hajót levegőbe repítette. A legénységének egyetlen tagja sem élte túl a katasztrófát. A hajó a Nassau előtt robbant fel, így a roncsok kikerülése végett élesen a III. csatahajóraj felé kellett kitérnie és a hajtóműveit hátramenetbe kellett kapcsolnia, hogy elkerülhesse az ütközést a Kaiserin csatahajóval. A Nassau a vonalból kiesve a Hessen és Hannover pre-dreadnoughtok közé sorolt be. 03:00-kor brit rombolók újabb támadást intéztek a német csatavonal ellen. 03:10 körül három vagy négy romboló tűnt fel a Nassautól balra 4-5000 méter távolságban. A Nassau rövid ideig tűz alá vette őket mielőtt 90°-os fordulót hajtott volna végre, hogy a torpedóikat kikerülhesse.
A német vizekre való visszatérése után a Nassau- és a Helgoland-osztály hajói a Jade-öböl bejáratánál védelmi pozíciót vettek fel egy esetleges éjszakai támadás elhárítására. A csata során a Nassaut csak a rombolók két találata érte, de ezek nem okoztak jelentős sérüléseket. Legénységéből 11-en estek el és 16-an megsebesültek. A harcokban az elsődleges tüzérsége 106, a másodlagos tüzérsége 75 lövedéket lőtt ki. A javításokat hamar elvégezték rajta és a Nassau 1916. július 10-én ismét csatlakozhatott a Hochseeflottéhoz.

### Augusztus 19-ei előretörés

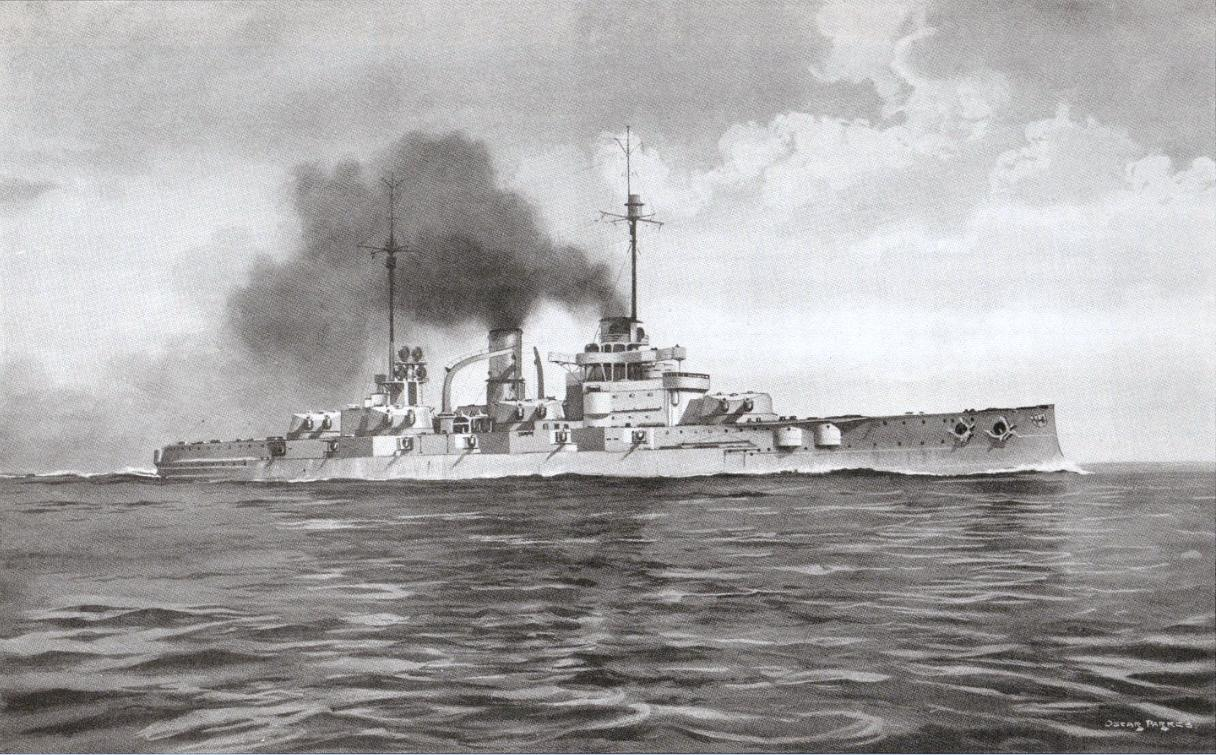
azonosíthatóság céljából készített brit rajz a Nassauról

A Hochsseflotte 1916. augusztus 18-19-én újabb hadműveletet indított, melynek célja ezúttal Sunderland támadása lett volna, hogy ezzel késztessék reagálásra David Beatty csatacirkálóit. Mivel a németeknek ekkor csak két csatacirkálójuk volt bevethető állapotban, a Markgraf, a Großer Kurfürst valamint az újonnan szolgálatba állított Bayern csatahajókat rendelték melléjük az I. felderítőcsoporthoz a rajtaütés végrehajtására. A Hochseeflotte zöme a Nassauval távolról biztosította őket. Augusztus 19-én 06:00-kor azonban a Westfalent megtorpedózta az E23 jelű brit tengeralattjáró Terschellingtől 100 km-re északra. A sérült hajót visszaindították a kikötőbe. A britek tudomást szereztek a német hadműveletről és útnak indították a Grand Fleetet Skóciából.  14:35-kor Scheer értesült a Grand Fleet közeledtéről és mivel nem akart annak egészével harcba bocsátkozni mindössze 11 héttel a skagerraki csata után, a flottával visszavonult.
Újabb előretörésre került sor az Északi-tengeren október 19-20-án, de erre a britek nem reagáltak. December 21-én a Nassau zátonyra futott az Elba torkolatában. Saját erőből képes volt kiszabadulni róla és a javításokat Hamburgban a Reihersteig hajógyárban végezték el 1917. február 1-re. A Nassau részt vett egy Norvégiából induló erős védelemmel kísért konvoj elfogására indított hadműveletben 1918. április 23-25-én, de mivel nem találtak rá az ellenséges konvojra és kíséretére, a hadműveletet 14:10-kor megszakították.

### Zárókő hadművelet
A Nassau, az Ostfriesland és a Thüringen csatahajókat egy külön egységbe vonták össze, mely részt vett volna a Zárókő hadműveletben (Unternehmen Schlußstein), melynek során megszállták volna Szentpétervárt. A Nassau 1918. augusztus 8-án 250 katonát vett a fedélzetére Wilhelmshavenben és útnak indult velük a Baltikum felé. A három hajó augusztus 10-én ért a Balti-tengerre, de a hadműveletet előbb elhalasztották, majd törölték. Az egységet augusztus 21-én feloszlatták és 23-ára a csatahajók visszatértek Wilhelmshavenbe.

### Matrózlázadás
A Nassau és testvérhajói részt vettek volna az 1918. október 24-ei hadparancs szerint október 29-re kijelölt hadműveletben, melyre így napokkal a fegyverszünet érvénybe lépése előtt került volna sor. Scheer tervei szerint a Hochseeflotte csatára kényszerítette volna a Grand Fleetet és tekintet nélkül a saját veszteségekre a lehető legnagyobb kárt okozta volna a briteknek, hogy ezáltal javítsa Németország pozícióját a béketárgyalások során. 1918. október 29. reggelén kiadták a parancsot a másnap reggeli indulásra. Október 29. éjjelén a Thüringen fedélzetén, majd több más hajón zendülésbe kezdtek, a háborúban megfáradt tengerészek ugyanis úgy érezték, hogy a hadművelet megszakítaná a békefolyamatot és meghosszabbítaná a háborút. Scheernek és Hippernek végül le kellett fújnia a hadműveletet.

## A háború után
Németország kapitulációja után a Hochseeflotte nagy részét internálták Scapa Flow-ban. A Nassau-osztály egységei nem szerepeltek az internálásra kijelölt hajók között, így azok Németországban maradtak. Ez idő alatt Hermann Bauer sorhajókapitány volt a hajó parancsnoka. 1919. június 21-én Ludwig von Reuter ellentengernagy, az internált flotta parancsnoka utasítást adott a hajók elsüllyesztésére, hogy azok ne kerülhessenek a britek kezére. Emiatt az antant-hatalmak a Nassau-osztály hajóit is elkobozták Németországtól és ennek értelmében 1920. november 5-én törölni kellett a flotta hajóinak lajstromából. A Nassaut Japán kapta meg hadizsákmányként 1920. április 7-én. Mivel ők nem tartottak rá igényt, 1920 júniusában eladták egy brit hajóbontó vállalatnak, mely a hajót a hollandiai Dordrechtben lebontatta.

## A hajó parancsnokai
| Név               | Rang            | Parancsnokságának ideje                     |
| ----------------- | --------------- | ------------------------------------------- |
| Schütz            | sorhajókapitány | 1909. október – 1910. szeptember            |
| Gisberth Jasper   | sorhajókapitány | 1910. szeptember 16. – 1912. szeptember 30. |
| Ludolf von Usslar | sorhajókapitány | 1912. október 1. – 1915. augusztus 25.      |
| Max Köthner       | sorhajókapitány | 1915. augustus – 1915. november             |
| Robert Kühne      | sorhajókapitány | 1915. november – 1916. február              |
| Hans Klappenbach  | sorhajókapitány | 1916. március – 1917. január                |
| Victor Reclam     | sorhajókapitány | 1917. január – 1918. november               |
| Hermann Bauer     | sorhajókapitány | 1918. november 6. – 1918. december 20.      |

## Fordítás
- Ez a szócikk részben vagy egészben  a   SMS Nassau című angol Wikipédia-szócikk fordításán alapul.  Az eredeti cikk szerkesztőit annak laptörténete sorolja fel. Ez a jelzés csupán a megfogalmazás eredetét és a szerzői jogokat jelzi, nem szolgál a cikkben szereplő információk forrásmegjelöléseként.
- Ez a szócikk részben vagy egészben  a   SMS Nassau című német Wikipédia-szócikk fordításán alapul.  Az eredeti cikk szerkesztőit annak laptörténete sorolja fel. Ez a jelzés csupán a megfogalmazás eredetét és a szerzői jogokat jelzi, nem szolgál a cikkben szereplő információk forrásmegjelöléseként.

## Lásd még
- Képek és vázlatok a Nassauról
- SMS Nassau